# 49. gardna strelska divizija (ZSSR)
Za druge 49. divizije glejte 49. divizija.
49. gardna strelska divizija je bila gardna strelska divizija v sestavi Rdeče armade med drugo svetovno vojno.

## Zgodovina
Divizija je bila ustanovljena 13. oktoberja 1942 z reorganizacijo 2. gardna motostrelske divizije.
Med drugo svetovno vojno je sodelovala v bitki za Stalingrad.

## Organizacija
- štab
- 144. gardni strelski polk
- 147. gardni strelski polk
- 149. gardni strelski polk
- 100. gardni artilerijski polk

## Poveljstvo
Poveljniki
- generalmajor Porfirij Georgijevič Čančibadze (25. oktober 1942 — 14. november 1942)